# الصالحية (البحرين)
الصالحية، منطقة تقع في محافظة العاصمة في البحرين. وكان اسمها السابق «خريان».